# Будзиська (гміна Лятович)
Будзиська (пол. Budziska) — село в Польщі, у гміні Лятович Мінського повіту Мазовецького воєводства.
Населення — 171 особа (2011).

## Демографія
Демографічна структура станом на 31 березня 2011 року:
|          | Загалом | Допрацездатний вік | Працездатний вік | Постпрацездатний вік |
| -------- | ------- | ------------------ | ---------------- | -------------------- |
| Чоловіки | 89      | 23                 | 55               | 11                   |
| Жінки    | 82      | 19                 | 44               | 19                   |
| Разом    | 171     | 42                 | 99               | 30                   |